# Mesamphiagrion ecuatoriale
Mesamphiagrion ecuatoriale – gatunek ważki z rodziny łątkowatych (Coenagrionidae).